# Paul Meijer
Paul Ronald Johan Meijer ou apenas Paul Meijer (Utreque, 27 de março de 1985) é um piloto holandês de automobilismo. Disputou a Temporada da Fórmula Renault 2.0 Eurocup de 2008, ficando em décimo-primeiro lugar, com 21 pontos marcados.

## Fórmula Renault
Meijer correu na Fórmula Ford em 2002, representando a equipe do ex-piloto de Fórmula 1 Jan Lammers. A maior curiosidade foi a pintura xadrez do monoposto.
Em 2003, Paul competiu na Fórmula Renault Benelux), pela equipe AR Motorsport. Ele competiu na categoria até 2004.

## Fórmula Superliga
Em 2008, Paul Meijer atuou na Fórmula Superliga, primeiro na equipe do Borussia Dortmund, depois na equipe do Al-Ain.